# Bella Hadid
Bella Hadid (születési neve: Isabella Khair Hadid; Washington D.C., 1996. október 9. –) amerikai divatmodell. Édesapja Mohamed Hadid ingatlanfejlesztő, édesanyja Yolanda Hadid (született Yolanda van den Herik) holland származású volt modell és televíziós személyiség. Nővére, Gigi Hadid szintén elismert modell, öccse, Anwar Hadid szintén a divatiparban tevékenykedik.

## A kezdetek, pályafutása
Los Angelesben, Kaliforniában nőtt fel. Gyermekkorában szenvedélyesen lovagolt, és díjugratóként versenyzett, célja volt a 2016-os riói olimpián való részvétel. Azonban 2012-ben Lyme-kórt diagnosztizáltak nála, ami miatt fel kellett adnia sportkarrierjét.
2014 augusztusában szerződést írt alá az IMG Models ügynökséggel, és szeptemberben debütált a New York-i divathéten a Desigual bemutatóján. Karrierje gyorsan ívelt felfelé, és hamarosan a legkeresettebb modellek közé került.

## Szakmai sikerek
2016-ban a Models.com szakmai zsűrije az "Év Modelljének" választotta. Ugyanebben az évben debütált a Victoria's Secret divatbemutatóján is. 2017-ben öt nemzetközi Vogue magazin szeptemberi címlapján szerepelt (Kína, Spanyolország, Brazília, Ausztrália és Arábia), ezzel megdöntve Doutzen Kroes korábbi rekordját. 2022-ben a Brit Divattanács ismét az "Év Modelljének" nevezte. 2023-ban a Time magazin a világ 100 legbefolyásosabb embere közé sorolta.

## Magánélete
Hadid 2020 júliusában kezdett találkozgatni Marc Kalman magyar származású művészeti igazgatóval. Kapcsolatukat 2021 júliusában hozták nyilvánosságra a párizsi divathét és a Cannes-i Filmfesztivál idején. Két év együttlét után, 2023 tavaszán szakítottak. 

## Díjak és elismerések
- 2016: Év Modellje – Models.com
- 2016: Év Modellje – GQ Men of the Year Awards
- 2022: Év Modellje – Brit Divattanács
- 2023: A világ 100 legbefolyásosabb embere – Time magazin